# Снайпер 2. Тунгус
«Снайпер-2. Тунгус» (рос. «Снайпер-2. Тунгус») — білоруський художній фільм 2012 року режисера Олега Фесенка.

## Сюжет
1943 рік. Невеликій радянській диверсійній групі належить захопити документи з останніми директивами Гітлера, які везе генералу Шернеру особистий помічник ад'ютанта Гітлера майор Данст. Крім досвідчених розвідників участь в операції повинні взяти чотири дівчини — випускниці школи снайперів, і влучний стрілець, рядовий Кононов, на прізвисько Тунгус — мисливець, здатний чудово орієнтуватися на лісовій місцевості. Після короткої підготовки загін прямує за лінію фронту, в тил ворога...

## У ролях
- Толепберген Байсакалов
- Марина Александрова
- Олексій Серебряков
- Олександр Лазарєв
- Анатолій Кот
- Марина Денисова
- Олеся Пухова
- Світлана Павлова
- Гедимінас Адомайтіс

## Творча група
- Сценарій: Леонід Порохня, Гліб Шпрігов
- Режисер: Олег Фесенко
- Оператор: Максим Куровський, Арунас Баразнаускас
- Композитор: Володимир Сивицький